# Liste der Bürgermeister von Unterhaching
Die Liste der Bürgermeister von Unterhaching gibt einen Überblick über die Bürgermeister der oberbayerischen Gemeinde Unterhaching.

## Bürgermeister
| Bürgermeister | Bürgermeister                        | Partei | Partei   | Amtszeit  |
| ------------- | ------------------------------------ | ------ | -------- | --------- |
|               | Wolfgang Schallmoser                 |        |          | 1821      |
|               | Matthias Pauli                       |        |          | 1823–1827 |
|               | Peter Pauli                          |        |          | 1829–1833 |
|               | Thomas Hofberger                     |        |          | 1833      |
|               | Josef Schallmoser                    |        |          | 1839–1842 |
|               | Riedmeier                            |        |          | 1858–1862 |
|               | Kaspar Pauli Landwirt                |        |          | 1862–1876 |
|               | Josef Kottmüller Landwirt            |        |          | 1876–1881 |
|               | Kaspar Pauli Landwirt                |        |          | 1882–1887 |
|               | Johann Geiger Landwirt               |        |          | 1888–1893 |
|               | Michael Geiger Landwirt              |        |          | 1894–1901 |
|               | Johann Schallmoser Landwirt          |        |          | 1902–1905 |
|               | Franz Beiser Landwirt                |        |          | 1906–1919 |
|               | Josef Prenn Landwirt                 |        |          | 1919–1934 |
|               | Leonhardt Fladt Zahnarzt             |        | NSDAP    | 1934–1935 |
|               | Josef Prenn Landwirt                 |        | NSDAP    | 1935–1945 |
|               | Leonhart Sedlmeyer Pflasterermeister |        | SPD      | 1945–1948 |
|               | Georg Fertl Bäckermeister            |        | CSU      | 1948–1952 |
|               | Karl Mathes Kaufmann                 |        | BP / CSU | 1952–1972 |
|               | Engelbert Kupka                      |        | CSU      | 1972–1990 |
|               | Walter Paetzmann                     |        | SPD      | 1990–1995 |
|               | Erwin Knapek                         |        | SPD      | 1996–2008 |
|               | Wolfgang Panzer                      |        | SPD      | seit 2008 |